# Joshua Cheptegei
Joshua Kiprui Cheptegei (Kapchorwa, 12 settembre 1996) è un mezzofondista ugandese, campione olimpico dei 5000 metri piani a Tokyo 2020 e dei 10000 metri piani a Parigi 2024 e detentore dei record mondiali dei 5000 e 10000 metri piani.

## Biografia
Nel 2014 fu medaglia d'oro ai Mondiali juniores di Eugene nei 10000 m piani, mentre si classificò quarto nei 5000 m piani. A livello continentale, nel 2015 è stato campione africano juniores dei 10000 m piani.
Nel 2016 prese parte ai Giochi olimpici di Rio de Janeiro, piazzandosi ottavo e sesto rispettivamente nei 5000 e nei 10000 m piani.
Ai  Mondiali di Londra 2017 ha conquistato la medaglia d'argento sui 10000 m piani con il tempo di 26'49"94, suo primato personale.
Alla Zevenheuvelenloop, a Nimega, il 18 novembre 2018 ha corso in 41'05" i 15 km del tracciato, realizzando la nuova miglior prestazione mondiale.
Nel 2019, Cheptegei vince la medaglia d'oro nei 10000 metri piani, siglando la sua miglior prestazione personale in carriera.
Il 14 agosto 2020, durante il meeting Herculis di Monaco, ha corso i 5000 metri piani in 12'35"36, stabilendo il nuovo record mondiale della specialità, precedentemente detenuto dall'etiope Kenenisa Bekele.
Il 7 ottobre dello stesso anno stabilisce a Valencia il nuovo record mondiale dei 10000 metri piani con il tempo di 26'11"00, migliorando il primato di Kenenisa Bekele risalente al 2005.
Nel 2021, alle Olimpiadi di Tokyo, trionfa nei 5000 metri piani, vincendo la sua prima medaglia d'oro olimpica. Nei 10000 metri piani, l'ugandese arriva secondo alle spalle di Selemon Barega, guadagnandosi l'argento con il suo miglior tempo stagionale.
Tra il 2022 ed il 2023 si laurea per due volte campione del mondo sui 10000 metri piani, a Eugene ed a Budapest. Nel 2024 vince la medaglia d'oro nella medesima specialità alle Olimpiadi di Parigi, siglando anche il nuovo record olimpico con il crono di 26'43"14.

## Progressione

### 5000 metri piani
| Stagione | Tempo      | Luogo      | Data      | Rank. Mond. |
| -------- | ---------- | ---------- | --------- | ----------- |
| 2024     | 12'51"94   | Oslo       | 30-5-2024 | 15º         |
| 2023     | 12'41"61   | Losanna    | 30-6-2023 | 2º          |
| 2022     | 12'57"99   | Eugene     | 27-5-2022 | 8º          |
| 2021     | 12'54"69   | Firenze    | 10-6-2021 | 8º          |
| 2020     | 12'35"36   | Monaco     | 14-8-2020 | 1º          |
| 2019     | 12'57"41   | Zurigo     | 29-8-2019 | 6º          |
| 2018     | 13'50"83   | Gold Coast | 8-4-2018  | 370º        |
| 2017     | 12'59"83   | Losanna    | 6-7-2017  | 3º          |
| 2016     | 13'00"60   | Shanghai   | 14-5-2016 | 6º          |
| 2015     | 13'28"50 a | Kampala    | 17-7-2015 | 109º        |
| 2014     | 13'32"84   | Eugene     | 25-7-2014 | 123º        |

### 10000 metri piani
| Stagione | Tempo    | Luogo          | Data      | Rank. Mond. |
| -------- | -------- | -------------- | --------- | ----------- |
| 2024     | 26'43"14 | Parigi         | 2-8-2024  | 6º          |
| 2023     | 27'51"42 | Budapest       | 20-8-2023 | 99º         |
| 2022     | 27'27"43 | Eugene         | 17-7-2022 | 23º         |
| 2021     | 27'43"63 | Tokyo          | 30-7-2021 | 64º         |
| 2020     | 26'11"00 | Valencia       | 7-10-2020 | 1º          |
| 2019     | 26'48"36 | Doha           | 6-10-2019 | 1º          |
| 2018     | 27'19"62 | Gold Coast     | 13-4-2018 | 3º          |
| 2017     | 26'49"94 | Londra         | 4-8-2017  | 2º          |
| 2016     | 27'10"06 | Rio de Janeiro | 13-8-2016 | 14º         |
| 2015     | 27'27"57 | Eugene         | 29-5-2015 | 21º         |
| 2014     | 27'56"26 | Leida          | 14-6-2014 | 40º         |

## Palmarès
| Anno | Manifestazione             | Sede           | Evento         | Risultato | Prestazione | Note                                                                    |  |
| ---- | -------------------------- | -------------- | -------------- | --------- | ----------- | ----------------------------------------------------------------------- |  |
| 2014 | Mondiali U20               | Eugene         | 5000 m piani   | 4º        | 13'32"84    | Miglior prestazione personale                                           |  |
| 2014 | Mondiali U20               | Eugene         | 10000 m piani  | Oro       | 28'32"86    |                                                                         |  |
| 2014 | Campionati africani        | Marrakech      | 5000 m piani   | dns       | dns         |                                                                         |  |
| 2014 | Campionati africani        | Marrakech      | 10000 m piani  | dnf       | dnf         |                                                                         |  |
| 2015 | Mondiali di cross          | Guiyang        | Corsa U20      | 11º       | 24'11"      |                                                                         |  |
| 2015 | Mondiali di cross          | Guiyang        | A Squadre      | 5º        | 76 p.       |                                                                         |  |
| 2015 | Africani U20               | Addis Abeba    | 10000 m piani  | Oro       | 29'58"70    |                                                                         |  |
| 2015 | Mondiali                   | Pechino        | 10000 m piani  | 9º        | 27'48"89    |                                                                         |  |
| 2016 | Giochi olimpici            | Rio de Janeiro | 5000 m piani   | 8º        | 13'09"17    |                                                                         |  |
| 2016 | Giochi olimpici            | Rio de Janeiro | 10000 m piani  | 6º        | 27'10"06    | Miglior prestazione personale                                           |  |
| 2017 | Mondiali di cross          | Kampala        | Corsa seniores | 30º       | 30'08"      |                                                                         |  |
| 2017 | Mondiali di cross          | Kampala        | A Squadre      | Bronzo    | 72 p.       |                                                                         |  |
| 2017 | Mondiali                   | Londra         | 10000 m piani  | Argento   | 26'49"94    | Miglior prestazione personale                                           |  |
| 2018 | Giochi del Commonwealth    | Gold Coast     | 5000 m piani   | Oro       | 13'50"83    |                                                                         |  |
| 2018 | Giochi del Commonwealth    | Gold Coast     | 10000 m piani  | Oro       | 27'19"62    | Record dei Giochi                                                       |  |
| 2019 | Mondiali di cross          | Aarhus         | Corsa seniores | Oro       | 31'40"      |                                                                         |  |
| 2019 | Mondiali di cross          | Aarhus         | A squadre      | Oro       | 20 p.       |                                                                         |  |
| 2019 | Mondiali                   | Doha           | 10000 m piani  | Oro       | 26'48"36    | Miglior prestazione mondiale stagionale · Miglior prestazione personale |  |
| 2020 | Mondiali di mezza maratona | Gdynia         | Mezza maratona | 4º        | 59'21"      | Miglior prestazione personale                                           |  |
| 2020 | Mondiali di mezza maratona | Gdynia         | A squadre      | Bronzo    | 2h58'39"    |                                                                         |  |
| 2021 | Giochi olimpici            | Tokyo          | 5000 m piani   | Oro       | 12'58"15    |                                                                         |  |
| 2021 | Giochi olimpici            | Tokyo          | 10000 m piani  | Argento   | 27'43"63    | Miglior prestazione personale stagionale                                |  |
| 2022 | Mondiali                   | Eugene         | 5000 m piani   | 9º        | 13'13"12    |                                                                         |  |
| 2022 | Mondiali                   | Eugene         | 10000 m piani  | Oro       | 27'27"43    | Miglior prestazione personale stagionale                                |  |
| 2023 | Mondiali di cross          | Bathurst       | Corsa seniores | Bronzo    | 29'37"      |                                                                         |  |
| 2023 | Mondiali di cross          | Bathurst       | A squadre      | Bronzo    | 37 p.       |                                                                         |  |
| 2023 | Mondiali                   | Budapest       | 5000 m piani   | dns       | dns         |                                                                         |  |
| 2023 | Mondiali                   | Budapest       | 10000 m piani  | Oro       | 27'51"42    | Miglior prestazione personale stagionale                                |  |
| 2024 | Mondiali di cross          | Belgrado       | Corsa seniores | 6º        | 28'24"      |                                                                         |  |
| 2024 | Mondiali di cross          | Belgrado       | A squadre      | Argento   | 31 p.       |                                                                         |  |
| 2024 | Giochi olimpici            | Parigi         | 10000 m piani  | Oro       | 26'43"14    | Record olimpico · Miglior prestazione personale stagionale              |  |

## Campionati nazionali
2013
- 4º ai campionati ugandesi, 3000 m siepi - 8'43"21

2014
- Oro ai campionati ugandesi, 5000 m piani - 13'36"64

2015
- Oro ai campionati ugandesi, 5000 m piani - 13'28"50

2016
- Oro ai campionati ugandesi, 5000 m piani - 13'17"80

2019
- Argento ai campionati ugandesi di corsa campestre

2021
- Bronzo ai campionati ugandesi, 1500 m piani - 3'37"36

## Altre competizioni internazionali
2014
- Argento alla World 10K Bangalore ( Bangalore) - 28'24"

2015
- 8º al Prefontaine Classic ( Eugene), 10000 m piani - 27'27"57
- Oro alla Zevenheuvelenloop ( Nimega), 15 km - 42'39"

2016
- Argento allo Shanghai Golden Grand Prix ( Shanghai), 5000 m piani - 13'00"60
- 8º al Prefontaine Classic ( Eugene), 5000 m piani - 13'07"53
- Oro alla Zevenheuvelenloop ( Nimega), 15 km - 42'08"

2017
- Bronzo all'Athletissima ( Losanna), 5000 m piani - 12'59"83
- 4º al Prefontaine Classic ( Eugene), 5000 m piani - 13'02"84
- 4º al Meeting de Paris ( Parigi), 3000 m piani - 7'34"96
- Oro alla Zevenheuvelenloop ( Nimega), 15 km - 41'16"

2018
- Oro alla Zevenheuvelenloop ( Nimega), 15 km - 41'05"

2019
- Oro alla 10K Valencia ( Valencia) - 26'38"
- Vincitore della Diamond League nella specialità dei 3000 / 5000 m piani
- Oro alla Weltklasse Zürich ( Zurigo), 5000 m piani - 12'57"41
- Oro al Prefontaine Classic ( Eugene), 2 miglia - 8'07"54
- Argento ai Bislett Games ( Oslo), 3000 m piani - 7'33"26

2020
- Oro al NN Valencia World Record Day ( Valencia), 10000 m piani - 26'11"00
- Oro all'Herculis ( Monaco), 5000 m piani - 12'35"36
- Oro alla 5 km Herculis ( Monaco) - 12'51"

2021
- 6º al Golden Gala ( Firenze), 5000 m piani - 12'54"69
- Oro al Prefontaine Classic ( Eugene), 2 miglia - 8'09"55
- Oro al Golden Spike ( Ostrava), 3000 m piani - 7'33"24
- Oro alla 5 km Herculis ( Monaco) - 13'13"

2022
- Oro al Prefontaine Classic ( Eugene), 5000 m piani - 12'57"99
- Oro alla San Silvestre Vallecana ( Madrid) - 27'09"

2023
- Argento all'Athletissima ( Losanna), 5000 m piani - 12'41"61
- 4º al Golden Gala ( Firenze), 5000 m piani - 12'53"41
- 37º alla Maratona di Valencia ( Valencia) - 2h08'59"

2024
- 9º ai Bislett Games ( Oslo), 5000 m piani - 12'51"94
- Oro alla Mezza maratona di Delhi ( Nuova Delhi) - 59'46"